# Vale Qinngua
O Vale Qinngua, também chamado de Quinnquadalen, Kannginsap Qinngua e Paradisdalen, situa-se no extremo sul da Gronelândia, a 15 km da localidade de Tasiusaq.
O vale tem a única floresta natural da Gronelândia e tem cerca de 15 quilômetros de comprimento, indo de norte a sul e terminando no Lago Tasersuag. O lago deságua no Fiorde Tasermiut. 
Este vale está localizado a cerca de 50 km da costa e é rodeado por montanhas com mais de 1.500 metros de altura que o protegem dos ventos que sopram do interior gelado, permitindo que as temperaturas de verão sejam suficientemente altas para sustentar árvores, existindo nele uma pequena floresta. No total, mais de 300 espécies de plantas crescem no vale. A floresta no vale de Qinngua é uma matal que inclui principalmente bétulas (Betula pubescens) e salgueiro de folha cinza (Salix glauca), que crescem até 7–8 metros de altura. Também existem Sorbus groenlandica que geralmente é um arbusto mas pode atingir altura de uma árvore. O amieiro verde (Alnus crispa) também é encontrado no vale.
É possível que outras florestas desse tipo já tenham existido na Gronelândia, mas foram derrubadas pelos primeiros colonizadores para obter lenha ou material de construção. O vale foi declarado área natural protegida em 1930.